# Sant Sadurní de Vilavenut
Sant Sadurní de Vilavenut és una església amb elements romànics i barrocs del poble de Vilavenut, al municipi de Fontcoberta (Pla de l'Estany), inclosa a l'Inventari del Patrimoni Arquitectònic de Catalunya.

## Descripció
Església de planta rectangular, formada originàriament per una sola nau i absis semicircular a la part posterior. Hi ha capelles laterals a la banda nord. Les parets portants són de carreus i la coberta és de teula àrab a dues vessants. La façana principal presenta la portalada d'accés amb llinda de pedra, que amaga l'antic arc de mig punt, actualment tapiat, de l'antic portal. Es conserva l'antiga porta de fusta amb els farratges de l'època romànica. El campanar és de planta quadrangular, rematat per una balustrada amb una cúpula en el seu interior. A la sagristia es conserva la imatge de la Mare de Déu de la Font, gòtica.

## Història
Els documents més antics, que fan referència a la parròquia, són del segle xiii. Segons aquests, la fundació de la parròquia de Vilavenut va ser obra de seglars que no tenien res a veure amb el Monestir de Banyoles. En documents del segle xvi s'esmenten les relíquies de la Santa Espina i de la Vera-creu i de l'existència d'un campanar amb dues campanes. En el segle xviii hi havia els altars de la Santa Espina, de la Creu i del Roses. Durant el segle xix l'església i el campanar van ser molt reformats tal com indica la inscripció que hi ha a la llinda de la porta d'entrada: "L'església fou reparada i el campanar fou fet de nou. 1850".